# Listă de comunități desemnate pentru recensământ din statul Iowa

Harta distribuției actuale a populației în statul.

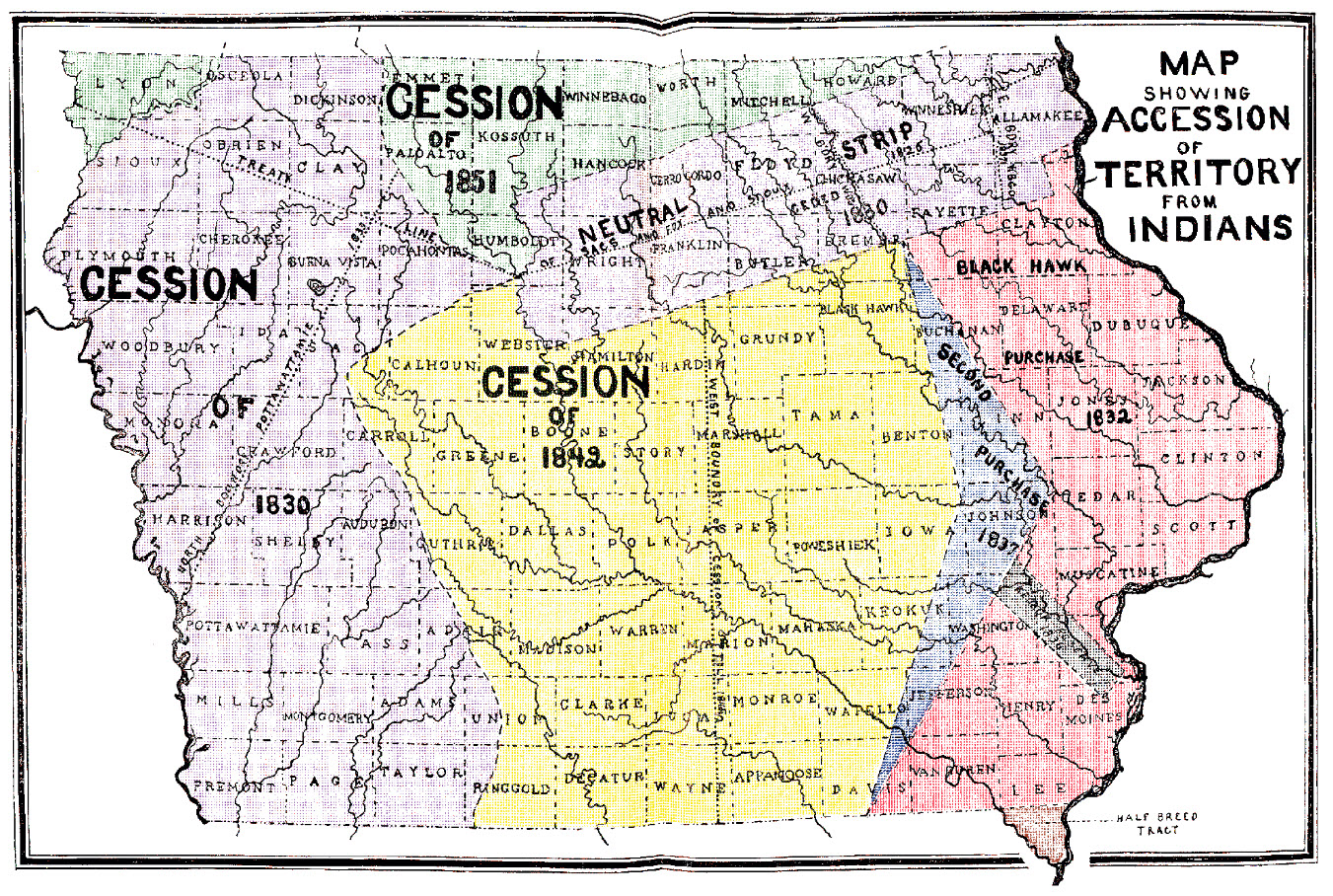
O hartă din 1905 indicând recensământul populației conform Census 1900, respectiv harta cedărilor de terenuri aparținând amerindienilor din statul Iowa.

- Prezenta pagină este o listă de comunități neîncorporate din statul Iowa, aranjate alfabetic.

- Vedeți și Listă de comitate din statul Iowa
- Vedeți și Listă de orașe din statul Iowa
- Vedeți și Listă de districte civile din statul Iowa.
- Vedeți și Listă de comunități desemnate pentru recensământ din statul Iowa.
- Vedeți și Listă de comunități neîncorporate din statul Iowa.

## Comunități desemnate pentru recensământ

### C
- Coalville, comitatul Webster

### D
- Douds, comitatul Van Buren

### L
- Leando, comitatul Van Buren

### P
- Park View, comitatul Scott

### S
- Saylorville, comitatul Polk

### W
- Watkins, comitatul Black Hawk

## Localități dispărute -- Ghost towns
- Arnold, comitatul Humboldt
- Buxton, comitatul Monroe
- Iowaville, comitatul Van Buren
- Jones Siding, comitatul Humboldt
- Unique, comitatul Humboldt

## Locuri desemnate pentru recensământ -- CDP-uri
- Coalville, comitatul Webster
- Douds, comitatul Van Buren
- Leando, comitatul Van Buren
- Park View, comitatul Scott
- Saylorville, comitatul Polk
- Watkins, comitatul Black Hawk

## Locuri populate
- Middleburg, comitatul Grudy

## Rezervații amerindiene  -- Indian reservations
- ‡ Omaha Reservation, comitatele Burt, Cuming și Thurston din statul  Nebraska, respectiv comitatul Monona din statul Iowa
- ‡ Winnebago Reservation, comitatele Winnebago și Woodbury, statul  Iowa

## Alte legături interne
- Categorie:Liste de comitate din Statele Unite ale Americii după stat
- Categorie:Liste de orașe din Statele Unite după stat
- Categorie:Liste de târguri din Statele Unite după stat
- Categorie:Liste de districte civile din Statele Unite după stat
- Categorie:Liste de sate din Statele Unite după stat
- Categorie:Liste de comunități neîncorporate din Statele Unite după stat
- Categorie:Liste de localități dispărute din Statele Unite după stat
- Categorie:Liste de comunități desemnate pentru recensământ din Statele Unite după stat
- Categorie:Liste de rezervații amerindiene din Statele Unite după stat
- Categorie:Liste de zone de teritoriu neorganizat din Statele Unite după stat

respectiv
- Vedeți și Listă de comitate din statul Iowa
- Vedeți și Listă de orașe din statul Iowa
- Vedeți și Listă de districte civile din statul Iowa.
- Vedeți și Listă de comunități desemnate pentru recensământ din statul Iowa.
- Vedeți și Listă de comunități neîncorporate din statul Iowa.